# Isengard (gruppo musicale)
Gli Isengard sono un black metal side-project di Fenriz, leader dei Darkthrone.

## Storia degli Isengard
La loro carriera, iniziata nel 1989, ha visto il proprio apice a cavallo tra il 1994 e il 1995, anno in cui si sono sciolti lasciandosi alle spalle numerosi demo e 2 album pubblicati a soli 9 mesi di distanza l'uno dall'altro.
Nel 2020 tuttavia pubblicano, dopo anni di inattività, il loro terzo album in studio, dal nome “Vårjevndøgn”, il quale mostra influenze rock e doom metal assorbite dal polistrumentista Fenriz.
Il nome della band è stato ispirato dal libro di Tolkien Il Signore degli Anelli, il logo da un RPG, sempre riguardante il libro fantasy, chiamato Merp, l'illustrazione rappresenterebbe Thuringwethil il vampiro de Il Silmarillion.

## Formazione
- Fenriz - cantante, chitarra, basso, batteria

## Discografia
- 1989 - Spectres over Gorgoroth (demo)
- 1991 - Horizons (demo)
- 1993 - Vandreren (demo)
- 1994 - Vinterskugge (raccolta)
- 1995 - Høstmørke
- 2020 - Vårjevndøgn